# Teatralne Nagrody Muzyczne im. Jana Kiepury
Teatralne Nagrody Muzyczne im. Jana Kiepury (w skr. TNM) – nagrody przyznawane przez Mazowiecki Teatr Muzyczny im. Jana Kiepury. Laureatami Teatralnych Nagród Muzycznych są najwybitniejsi artyści z szeroko rozumianego teatru muzycznego.

## O nagrodach
Teatralne Nagrody Muzyczne imienia Jana Kiepury przyznawane są od 2007 przez Mazowiecki Teatr Muzyczny im. Jana Kiepury. Początkowo nagrody były przyznawane w 10 kategoriach, aktualnie kategorii jest już 18. Przedmiotem Konkursu jest prezentowanie twórczości polskich publicznych teatrów muzycznych oraz polskich publicznych teatrów posiadających w repertuarze wydarzenia muzyczne i honorowanie najlepszych spośród zgłoszonych za wyróżniające je osiągnięcia. Zgłoszonym do konkursu może zostać każdy artysta, wykonawca, twórca zgłoszony przez dyrektora jednego z wyżej wymienionych teatrów.
Konkurs składa się z dwóch etapów:
1. Pierwszy etap Konkursu polega na przesłuchaniu, obejrzeniu i ocenie nadesłanych materiałów pokazowych dotyczących zgłoszonych przez gremium Kapituły Konkursu oraz zakwalifikowaniu nominowanych do drugiego etapu Konkursu. O wyniku eliminacji uczestnicy zostają poinformowani drogą elektroniczną, oraz poprzez zamieszczenie informacji na stronie mteatr.pl.
2. Drugi etap Konkursu polega na wyłonieniu laureatów spośród osób nominowanych.

## Statuetka
Statuetka jest wzorowana na postaci Jana Kiepury.

## Laureaci

### 2010[1]
- Najlepszy spektakl – „Napój miłosny” Donizettiego w inscenizacji Opera Nova w Bydgoszczy
- Najlepszy reżyser – Krzysztof Nazar
- Najlepsza śpiewaczka – Joanna Kściuczyk
- Najlepszy śpiewak – Mikołaj Zalasiński
- Najlepszy debiut (śpiewaczka) – Izabela Matuła
- Najlepszy debiut (śpiewak)
- Najlepszy dyrygent – Tadeusz Karolak
- Najlepszy choreograf – Henryk Konwiński
- Najlepsza tancerka – Franciszka Kierc
- Najlepszy scenograf – Jerzy Rudzki

### 2011[2]
- Najlepszy spektakl – „Lalka” w reż. Wojciecha Kościelniaka, inscenizacja: Teatr Muzyczny im. Danuty Baduszkowej w Gdyni
- Najlepszy reżyser – Wojciech Kościelniak
- Najlepsza śpiewaczka – Renata Dobosz
- Najlepszy śpiewak – Maciej Komandera
- Najlepszy debiut (śpiewaczka) – Joanna Jakubas
- Najlepszy debiut (śpiewak) – Wojciech Sokolnicki
- Najlepszy debiut (śpiewaczka)
- Najlepszy dyrygent – Wojciech Rodek
- Najlepszy choreograf – Zofia Rudnicka
- Najlepsza tancerka – Beata Giza
- Najlepszy tancerz – Dominik Muśko
- Najlepszy scenograf – Jan Polewka

### 2012[3]
- Najlepszy spektakl – „Don Carlos” w inscenizacji Opery Śląskiej w Bytomiu
- Najlepszy reżyser – Ewelina Pietrowiak
- Najlepsza śpiewaczka – Olga Pasiecznik ex aequo Katarzyna Oleś-Blacha,
- Katarzyna Hołysz
- Najlepszy śpiewak – Wojciech Gierlach
- Najlepszy debiut (śpiewaczka) Aleksandra Resztik
- Najlepszy debiut (śpiewak)
- Najlepszy dyrygent – Gabriel Chmura
- Najlepszy scenograf – Paweł Dobrzycki
- Najlepszy choreograf – Robert Bondara
- Najlepsza tancerka – Karolina Wiśniewska

### 2013[4]
- Najlepszy spektakl – „Skrzypce Rotszylda” i „Gracze” w inscenizacji Opery Bałtyckiej w Gdańsku ex aequo Korczak w inscenizacji Opery i Filharmonii Podlaskiej ECS
- Najlepszy reżyser – Andrzej Chyra
- Najlepsza śpiewaczka – Iwona Socha ex aequo Anna Sroka-Hryń
- Najlepszy śpiewak – Mariusz Kwiecień ex aequo Jan Jakub Monowid
- Najlepszy debiut (śpiewaczka) – Justyna Dyla
- Najlepszy debiut (śpiewak) – Paweł Konik
- Najlepszy dyrygent – Jacek Boniecki
- Najlepszy scenograf – Barbara Ptak
- Najlepszy choreograf – Artur Żymełka
- Najlepsza tancerka – Angelika Gembiak
- Najlepszy tancerz – Mateusz Sierant

### 2014[5]
- Najlepszy spektakl – „Portret” w inscenizacji Teatru Wielkiego w Poznaniu
- Najlepszy reżyser – Janusz Wiśniewski
- Najlepsza śpiewaczka – Karolina Sikora ex aequo Anna Wiśniewska-Schoppa
- Najlepszy śpiewak – Mariusz Godlewski ex aequo Rafał Siwek
- Najlepszy debiut (śpiewaczka) – Marcelina Beucher
- Najlepszy debiut (śpiewak) – Hubert Walawski
- Najlepszy dyrygent – Tadeusz Kozłowski
- Najlepszy scenograf – Justin C. Arienti
- Najlepszy choreograf – Izadora Weiss ex aequo Robert Glumbek
- Najlepsza tancerka – Yuka Ebihara
- Najlepszy tancerz – Vladimir Yaroshenko

### 2015[6]
- Najlepszy spektakl – „Rodzina Adamsów” w inscenizacji Gliwickiego Teatru Muzycznego ex aequo „Kawaler srebrnej róży” w inscenizacji Opery Wrocławskiej
- Najlepszy reżyser – Zbigniew Macias ex aequo Ran Arthur Braun
- Najlepsza śpiewaczka – Anna Bernacka ex aequo Anna Lubańska
- Najlepszy śpiewak – Artur Ruciński ex aequo Rafał Siwek
- Najlepszy debiut (śpiewaczka) – Magdalena Wachowska
- Najlepszy debiut (śpiewak) – Andrzej Filończyk
- Najlepszy dyrygent – Ewa Michnik
- Najlepszy scenograf – Barbara Hanicka ex aequo Grzegorz Policiński
- Najlepszy choreograf – Izadora Weiss
- Najlepsza tancerka – Aleksandra Liashenko
- Najlepszy tancerz – Maksim Woitiul

### 2016[7]
1. Najlepszy spektakl – Spektakl „Cyrano” Teatr Muzyczny w Łodzi, w reż. Jakuba Szydłowskiego, libretto – Jacek Bończyk, muzyka – Krzysztof Herdzin
- Nominowany przez: Teatr Muzyczny w Łodzi
- za stworzenie wybitnego dzieła wpisującego się w nurt konfrontowania tradycji z nowoczesnością.

2. Najlepsza śpiewaczka – Joanna Moskowicz
- Nominowana przez: Mazowiecki Teatr Muzyczny im. Jana Kiepury w Warszawie
- za brawurowe wykonanie Arii Kunegundy podczas Koncertu Noworocznego.

3. Najlepszy śpiewak – Paweł Skałuba
- Nominowany przez: Operę Bałtycką w Gdańsku
- za wybitne zdolności wokalne, doskonale oddające emocje towarzyszące bohaterowi w śpiewanej przez niego roli Stefana.
- za rolę Stefana w operze „Straszny dwór” Stanisława Moniuszki.

4. Najlepsza wokalistka musicalowa – Anna Lasota
- Nominowana przez: Teatr Muzyczny w Poznaniu
- za wykreowanie fenomenalnej tytułowej roli cieszącej się wysokim uznaniem krytyków i publiczności – w roli Evity Perón w spektaklu „Evita”.

5. Najlepszy wokalista musicalowy – Krzysztof Dzwoniarski
- Nominowany przez: Mazowiecki Teatr Muzyczny im. Jana Kiepury w Warszawie
- za niepowtarzalną i niezwykle sugestywną rolę Tyrona w musicalu „Fame”.

6. Najlepszy debiut (śpiewaczki) – Martyna Cymerman
- Nominowana przez: Teatr Wielki im. Stanisława Moniuszki w Poznaniu
- za czarowanie pięknym sopranem o wyraźnej średnicy i koloraturze, za niezwykłą muzykalność i talent aktorski.
- za partię Neddy w spektaklu Pajace R. Leoncavallo.

7. Najlepszy debiut (śpiewaka) – Emil Ławecki
- Nominowany przez: Mazowiecki Teatr Muzyczny im. Jana Kiepury w Warszawie
- za niezwykłą kreację, która porwała publiczność i telewidzów, dając zwycięstwo w 2 edycji Bitwy Tenorów na Róże.
- za zwycięski występ w 2 edycji „Bitwy Tenorów na Róże”.

8. Najlepszy reżyser – Maciej Prus
- Nominowany przez: Operę Novą w Bydgoszczy
- za stworzenie nietuzinkowego, nowoczesnego spektaklu legendy dramatycznej Hectora Berlioza „Potępienie Fausta”.

9. Najlepszy dyrygent – Jakub Chrenowicz
- Nominowany przez: Teatr Wielki – Opera Narodowa w Warszawie
- za dyrygenturę i stworzenie artystycznej koncepcji muzycznej widowiska baletowego „Casanova w Warszawie”.

10. Najlepsza tancerka – Mai Kageyama
- Nominowana przez: Teatr Wielki – Opera Narodowa w Warszawie
- za spektakularną kreację tytułowej Katarzyny w polskiej premierze słynnego baletu Johna Cranko „Poskromienie złośnicy”.

11. Najlepszy tancerz – Maksim Woitiul
- Nominowany przez: Teatr Wielki – Opera Narodowa w Warszawie
- za wybitną kreację artystyczną – główną rolę Petruchia w polskiej premierze słynnego baletu Johna Cranko „Poskromienie złośnicy”.

12. Najlepszy choreograf – Jacek Tyski
- Nominowany przez: Opera na Zamku w Szczecinie
- za ciekawie skomponowany nowoczesny balet z elementami tańca klasycznego, pantomimy i akrobacji do spektaklu „Alicja w Krainie Czarów”.

13. Najlepszy scenograf – Hanna Wójcikowska-Szymczak
- Nominowana przez: Operę Bałtycką w Gdańsku
- za scenografię do spektaklu „Burza” oraz „Fedra, a także do opery „Olimpia” z Gdańska.
- za ukazanie uczuć, pasji i emocji towarzyszących bohaterom.

14. Najlepszy plakat muzyczny – Wiesław Rosocha
- Nominowany przez: Opera Nova w Bydgoszczy
- za stworzenie artystycznego plakatu, który porusza wyobraźnię, do spektaklu „Potępienia Fausta” H. Berlioza.

15. Najlepszy kostium sceniczny – Wyższa Szkoła Artystyczna w Warszawie
- Nominowany przez: Mazowiecki Teatr Muzyczny im. Jana Kiepury w Warszawie
- za przygotowanie spektakularnych kostiumów teatralnych na niezwykłe show podczas SemperOpernball 2016 w Dreźnie.

Jednocześnie głosami internautów przyznano:
- Nagrodę specjalną za całokształt pracy artystycznej – profesor Ryszard Karczykowski
- za budowanie wysokiej kultury, sztuki muzycznej w Polsce oraz na świecie.
- Nominowany przez: Mazowiecki Teatr Muzyczny im. Jana Kiepury w Warszawie
- Wyższa Szkoła Artystyczna w Warszawie została laureatem Nagrody Pro Masovia – najwyższego wyróżnienia Samorządu Województwa Mazowieckiego.

### 2017[8]
Najlepszy spektakl – „The Turn of the Screw/Dokręcanie Śruby” (Opera na Zamku w Szczecinie)
- Wyróżnienia w tej kategorii otrzymały spektakle: „Stabat Mater/Harnasie” – zgłoszony przez Operę Novą w Bydgoszczy i „Borys Godunow” – zgłoszony przez Teatr Wielki im. Stanisława Moniuszki w Poznaniu.

Najlepsza śpiewaczka operowa – Jadwiga Postrożna (zgłoszona przez Operę Wrocławską)
- Wyróżnienia: Wioletta Chodowicz – zgłoszona przez Operę Krakowską i Anna Radziejewska – zgłoszona przez Warszawską Operę Kameralną.

Najlepszy śpiewak operowy – Andrzej Lampert (zgłoszony przez Operę Śląską w Bytomiu)
- Wyróżnienia: Tomasz Rak – zgłoszony przez Operę i Filharmonię Podlaską ECS w Białymstoku oraz Tomasz Szlenkier – zgłoszony przez Opera Nova w Bydgoszczy.

Najlepsza wokalistka musicalowa – Olga Szomańska (zgłoszona przez Teatr Muzyczny w Poznaniu)
- Wyróżnienia: Edyta Krzemień – zgłoszona przez Operę i Filharmonię Podlaską ECS w Białymstoku oraz Zofia Nowakowska – zgłoszona przez Mazowiecki Teatr Muzyczny im. Jana Kiepury w Warszawie.

Najlepszy wokalista musicalowy – Janusz Kruciński (zgłoszony przez Mazowiecki Teatr Muzyczny im. Jana Kiepury w Warszawie)
- Wyróżnienia: Jakub Gąska – zgłoszony przez Teatr Muzyczny w Lublinie oraz Jakub Wocial – zgłoszony przez Mazowiecki Teatr Muzyczny im. Jana Kiepury w Warszawie.

Najlepszy debiut (śpiewaczki) – Joanna Kędzior (zgłoszona przez Teatr Wielki im. Stanisława Moniuszki w Poznaniu)
Najlepszy debiut (śpiewaka) – Sławomir Kowalewski (zgłoszony przez Operę Novą w Bydgoszczy)
Najlepszy reżyser – Natalia Babińska (zgłoszona przez Operę na Zamku w Szczecinie)
Wyróżnienia: Iwan Wyrypajew – zgłoszony przez Teatr Wielki im. Stanisława Moniuszki w Poznaniu oraz Waldemar Zawodziński – zgłoszony przez Operę Śląską w Bytomiu.
Najlepszy dyrygent – Jurek Dybał (zgłoszony przez Operę Śląską w Bytomiu)
- Wyróżnienia: Tomasz Tokarczyk – zgłoszony przez Operę Krakowską i Jerzy Wołosiuk – zgłoszony przez Operę na Zamku w Szczecinie.

Najlepsza tancerka klasyczna – Yuka Ebihara (zgłoszona przez Operę Narodową w Warszawie)
- Wyróżnienia: Chisato Ishikawa – zgłoszona przez Teatr Muzyczny w Lublinie oraz Ksenia Naumets – zgłoszona przez Operę na Zamku w Szczecinie.

Najlepszy tancerz klasyczny – Vladimir Yaroshenko (zgłoszony przez Operę Narodową w Warszawie)
- Wyróżnienia: Pedro Rizii – zgłoszony przez Operę na Zamku w Szczecinie oraz Filip Krzyżelewski – zgłoszony przez Teatr Muzyczny w Lublinie.

Najlepsza tancerka współczesna – wyróżnienie – Karolina Cichy-Szromnik (zgłoszona przez Operę na Zamku w Szczecinie)
- Kapituła XI Teatralnych Nagród Muzycznych zdecydowała o nieprzyznawaniu głównej nagrody żadnej z nominowanych tancerek.

Najlepszy tancerz współczesny – wyróżnienie – Paweł Wdówka (zgłoszony przez Operę na Zamku w Szczecinie)
- Podobnie jak w przypadku kategorii „Najlepsza tancerka współczesna”, również w przypadku „Najlepszego tancerza współczesnego” Kapituła zdecydowała o przyznaniu jedynie wyróżnienia.

Najlepsza choreografia – Henryk Konwiński (zgłoszony przez Teatr Wielki w Łodzi)
- Wyróżnienia: Robert Bondara – zgłoszony przez Opera Nova w Bydgoszczy oraz Jacek Tyski – zgłoszony przez Operę Krakowską.

Najlepsza scenografia – Martyna Kander (zgłoszona przez Operę na Zamku w Szczecinie) i Julia Skrzynecka-Bogusławska (zgłoszona przez Operę Novą w Bydgoszczy)
- Wyróżnienia: Oliver Fredj, Massimo Trancanetti, Gaspard Pinta – zgłoszeni przez Teatr Wielki im. Stanisława Moniuszki w Poznaniu.

Najlepszy plakat teatralno – muzyczny – Andrzej Pągowski (zgłoszony przez Teatr Wielki im. Stanisława Moniuszki w Poznaniu)
- Wyróżnienia: Lex Drewiński – zgłoszony przez Operę na Zamku w Szczecinie oraz Adam Pękalski – zgłoszony przez Operę Novą w Bydgoszczy.

Najlepsze kostiumy – Maria Balcerek (zgłoszona przez Operę Krakowską i Operę Śląską w Bytomiu)
- Wyróżnienia: Martyna Kander – zgłoszona przez Operę na Zamku w Szczecinie oraz Katarzyna Lewińska – zgłoszona przez Teatr Wielki im. Stanisława Moniuszki w Poznaniu.

Nagroda Specjalna za całokształt pracy artystycznej – Jitka Stokalska-Dzierżykrajova (zgłoszona przez Warszawską Operę Kameralną)
- Na prośbę Laureatki, która tego dnia nie mogła być obecna w Filharmonii Narodowej nagrodę odebrała Iwona Wujastyk – dyrektor Mazowieckiego Teatru Muzycznego imienia Jana Kiepury w Warszawie oraz przewodnicząca Kapituły XI Teatralnych Nagród Muzycznych.

### 2018[9]
Najlepszy spektakl (ex aequo): „Falstaff” (Opera Nova w Bydgoszczy) i „Legenda Bałtyku” (Teatr Wielki im. Stanisława Moniuszki w Poznaniu)
Najlepsza śpiewaczka operowa – Ewa Majcherczyk (Opera Śląska w Bytomiu)
Najlepszy śpiewak operowy – Łukasz Goliński (Opera Nova w Bydgoszczy)
Najlepsza wokalistka musicalowa – Agnieszka Przekupień (Opera i Filharmonia Podlaska – Europejskie Centrum Sztuki w Białymstoku)
Najlepszy wokalista musicalowy – Jakub Wocial (Teatr RAMPA na Targówku)
Najlepszy debiut (śpiewaczki) – Aleksandra Żakiewicz (Warszawska Opera Kameralna)
Najlepszy debiut (śpiewaka) – Sławomir Naborczyk (Opera Śląska w Bytomiu)
Najlepszy reżyser – Robert Bondara (Teatr Wielki im. Stanisława Moniuszki w Poznaniu)
Najlepszy dyrygent – Bassem Akiki (Opera Śląska w Bytomiu)
Najlepsza tancerka (klasyka) – Daria Sukhorukova (Teatr Wielki im. Stanisława Moniuszki w Poznaniu)
Najlepszy tancerz (klasyka) – Dawid Trzensimiech (Teatr Wielki Opera Narodowa)
Najlepsza tancerka (pozostałe formy taneczne) – Julia Korbańska (Teatr Wielki im. Stanisława Moniuszki w Poznaniu)
Najlepszy tancerz (pozostałe formy taneczne) – Maciej Glaza (Opera na Zamku w Szczecinie)
Najlepsza choreografia – Robert Bondara (Teatr Wielki Opera Narodowa)
Najlepsza scenografia – Barbara Kędzierska (Opera Krakowska)
Najlepszy plakat teatralno-muzyczny – Tomasz Bogusławski (Opera Nova w Bydgoszczy)
Najlepsze kostiumy – Agata Uchman (Opera na Zamku w Szczecinie)
Nagroda specjalna za całokształt pracy artystycznej została przyznana Andrzejowi Straszyńskiemu z Warszawskiej Opery Kameralnej

### 2019[10]
- Najlepszy spektakl – „Tramwaj zwany pożądaniem” – reż. Maciej Prus, Teatr Wielki w Łodzi
- Najlepsza śpiewaczka operowa – Joanna Woś
- Najlepszy śpiewak operowy – Stanisław Kuflyuk
- Najlepsza wokalistka musicalowa – Alona Szostak
- Najlepszy wokalista musicalowy – Przemysław Glapiński
- Najlepszy debiut (śpiewaczka) – Bożena Bujnicka
- Najlepszy debiut (śpiewak) – Rafał Pawnuk
- Najlepszy reżyser – Maciej Prus
- Najlepszy dyrygent – Tadeusz Kozłowski
- Najlepsza tancerka (klasyka) – Michalina Drozdowska
- Najlepszy tancerz (klasyka) – Patryk Walczak
- Najlepsza tancerka (pozostałe formy taneczne) – Karolina Cichy-Szromnik
- Najlepszy tancerz (pozostałe formy taneczne) – Santiago Bello
- Najlepsza choreografia – Robert Glumbek
- Najlepsza scenografia – Martyna Kander
- Najlepszy plakat teatralno-muzyczny – Marcin Władyka
- Najlepsze kostiumy – Dorota Sabak
- Nagrody specjalne za całokształt pracy artystycznej otrzymali dyrygenci: Violetta Bielecka oraz Tadeusz Kozłowski.

### 2020[11]
- Najlepszy spektakl – „Paria” w reżyserii Grahama Vicka, Teatr Wielki im. Stanisława Moniuszki w Poznaniu
- Najlepsza śpiewaczka operowa – Gabriela Gołaszewska
- Najlepszy śpiewak operowy – Adam Kruszewski
- Najlepsza wokalistka musicalowa – Paulina Janczak
- Najlepszy wokalista musicalowy ex aequo – Marcin Jajkiewicz i Maciej Pawlak
- Najlepsza tancerka (klasyka) ex aequo – Chinara Alizade i Saeka Shirai
- Najlepszy tancerz (klasyka) – Gabriele Togni
- Najlepsza tancerka (pozostałe formy taneczne) ex aequo – Małgorzata Kowalska i Ewelina Kruk
- Najlepszy tancerz (pozostałe formy taneczne) – Mateusz Wróblewski
- Najlepszy reżyser – Graham Vick
- Najlepszy dyrygent – Tomasz Tokarczyk
- Najlepsza choreografia – Ron Howell
- Najlepsza scenografia” ex aequo – Martyna Kander i Julia Skrzynecka
- Najlepszy plakat teatralno-muzyczny – Andrzej Pągowski
- Najlepsze kostiumy” ex aequo – Marta Góźdź i Marcin Łobacz
- Nagrody Specjalne za całokształt pracy artystycznej – Grażyna Brodzińska i Laco Adamik

### 2021[12]
- Najlepszy spektakl – "Don Juan" w reżyserii Roberta Bondary, Teatr Wielki im. Stanisława Moniuszki w Poznaniu
- Najlepszy spektakl dla młodego widza – „Operowy zawrót głowy” w reżyserii Magdaleny Małeckiej-Wippich, Opera Nova w Bydgoszczy
- Najlepszy reżyser – Michał Znaniecki
- Najlepszy dyrygent – Katarzyna Tomala-Jedynak
- Najlepsza scenografia – Tadeusz Kabicz i Maciej Pawlak
- Najlepsze kostiumy – Marcin Łobacz
- Najlepsza choreografia – Robert Bondara
- Najlepszy plakat teatralno-muzyczny – Piotr Suchodolski
- Najlepsza śpiewaczka operowa ex aequo – Gosha Kowalinska i Ewelina Szybilska
- Najlepszy śpiewak operowy – Tomasz Kuk
- Najlepsza wokalistka musicalowa – Anastazja Simińska
- Najlepszy wokalista musicalowy – Marcin Januszkiewicz
- Najlepsza tancerka (klasyka) – Marika Kucza
- Najlepszy tancerz (klasyka) – Joshua Legge
- Najlepsza tancerka (pozostałe formy taneczne) – Zuzanna Marszał
- Najlepszy tancerz (pozostałe formy taneczne) – Jakub Starzycki
- Nagrody specjalne za całokształt pracy artystycznej – Zofia de Ines-Lewczuk i Wojciech Kościelniak

### 2022[13]
- Najlepszy spektakl – „Tosca” w reżyserii Michała Gielety, Opera Wrocławska
- Najlepszy spektakl dla młodego widza” – „Żółta dama – legenda muzyczna” w reżyserii Karola Urbańskiego, Mazowiecki Teatr Muzyczny im. Jana Kiepury
- Najlepszy reżyser – Deda Cristina Colonna
- Najlepszy dyrygent – Bassem Akiki
- Najlepsza scenografia – Grzegorz Policiński
- Najlepsze kostiumy – Francesco Vitali
- Najlepsza choreografia – Anna Hop
- Najlepszy plakat teatralno-muzyczny – Katarzyna Zapart
- Najlepsza śpiewaczka operowa – Aleksandra Kurzak
- Najlepszy śpiewak operowy – Ambrogio Maestri
- Najlepsza wokalistka musicalowa – Malwina Kusior
- Najlepszy wokalista musicalowy – Marcin Wortmann
- Najlepsza tancerka (klasyka) – Malika Tokkozhina
- Najlepszy tancerz (klasyka) – Vladimir Yaroshenko
- Najlepsza tancerka (pozostałe formy taneczne) ex aequo –  Emma McBeth i Aleksandra Piwowarek
- Najlepszy tancerz (pozostałe formy taneczne) – Tomasz Pałasz
- Nagrodę specjalną za całokształt pracy artystycznej – Ewa Michnik i Juliusz Multarzyński

### 2023[14]
- Najlepszy spektakl ex aequo: Dydona i Eneasz w reżyserii Tomasza Cyza (Warszawska Opera Kameralna) oraz Turandot w reżyserii Karoliny Soufulak (Opera Krakowska)
- Najlepszy spektakl dla młodego widza – Matylda (Teatr Syrena w Warszawie i Teatr Kameralny w Bydgoszczy)
- Najlepszy reżyser – Karolina Sofulak
- Najlepszy dyrygent – Martin Leginus
- Najlepsza scenografia – Damian Styrna
- Najlepsze kostiumy – Dorota Sabak-Ciołkosz
- Najlepsza choreografia – Jarosław Staniek i Katarzyna Zielonka
- Najlepszy plakat teatralno-muzyczny – Adam Żebrowski i Tomasz Lazar
- Najlepsza śpiewaczka operowa – Ewa Tracz
- Najlepszy śpiewak operowy – Łukasz Goliński
- Najlepsza wokalistka musicalowa – Natalia Kujawa
- Najlepszy wokalista musicalowy – Przemysław Glapiński
- Najlepsza tancerka (klasyka) – Mai Kageyama
- Najlepszy tancerz (klasyka) – Kristof Szabo
- Najlepsza tancerka (pozostałe formy taneczne) – Grażyna Śródecka
- Najlepszy tancerz (pozostałe formy taneczne) – Andrzej Malinowski
- Nagrodę specjalną za całokształt pracy artystycznej – Bogusław Nowak

### 2024[15]
- Najlepszy spektakl: Raj utracony w reżyserii Michała Znanieckiego (Teatr Wielki w Łodzi)
- Najlepszy spektakl dla młodego widza ex aequo: Kopernik w reżyserii Jakuba Szydłowskiego (Opera Krakowska) oraz Mała Syrenka w reżyserii Jana Bzdawki (Mazowiecki Teatr Muzyczny im. Jana Kiepury)
- Najlepszy reżyser ex aequo: David Pountney oraz Anna Sroka-Hryń
- Najlepszy dyrygent: Dawid Runtz
- Najlepsza scenografia: Luigi Scoglio
- Najlepsze kostiumy ex aequo: Małgorzata Słoniowska oraz Maria Balcerek
- Najlepsza choreografia ex aequo: Robert Bondara oraz Ewelina Adamska-Porczyk
- Najlepsza reżyseria światła: Regis Lansac
- Najlepszy plakat teatralno-muzyczny: Katarzyna Zapart
- Najlepsza śpiewaczka operowa ex aequo: Iwona Sobotka oraz Zuzanna Nalewajek
- Najlepszy śpiewak operowy: Łukasz Załęski
- Najlepsza wokalistka musicalowa: Małgorzata Chruściel
- Najlepszy wokalista musicalowy: Marcin Franc
- Najlepsza tancerka (klasyka) ex aequo: Chiara Ruaro oraz Jaeeun Jung
- Najlepszy tancerz (klasyka): Ryota Kitai
- Najlepsza tancerka (pozostałe formy taneczne): Małgorzata Kowalska, wyróżnienie: Tatiana Cholewa
- Najlepszy tancerz (pozostałe formy taneczne): Daniel Agudo Gallardo
- Nagroda specjalna za całokształt pracy artystycznej: Andrzej Dobber oraz Antoni Wit

## Historia
Data i miejsce, w którym odbyło się wręczenie nagród:
| Data             | Miejsce                                                                  |
| ---------------- | ------------------------------------------------------------------------ |
| 15 maja 2010     | Studio Koncertowe Polskiego Radia im. Witolda Lutosławskiego w Warszawie |
| 16 maja 2011     | Studio Koncertowe Polskiego Radia im. Witolda Lutosławskiego w Warszawie |
| 16 maja 2012     | Sala koncertowo – widowiskowa Matecznik Mazowsze w Otrębusach            |
| 16 maja 2013     | Sala koncertowo – widowiskowa Matecznik Mazowsze w Otrębusach            |
| 22 maja 2014     | Sala koncertowo – widowiskowa Matecznik Mazowsze w Otrębusach            |
| 16 maja 2015     | Sala koncertowo – widowiskowa Matecznik Mazowsze w Otrębusach            |
| 20 czerwca 2016  | Filharmonia Narodowa                                                     |
| 24 czerwca 2017  | Filharmonia Narodowa                                                     |
| 17 września 2018 | Sala Wielka Zamku Królewskiego w Warszawie                               |
| 30 września 2019 | Sala Wielka Zamku Królewskiego w Warszawie                               |
| 28 września 2020 | Mazowiecki Teatr Muzyczny im. Jana Kiepury w Warszawie                   |
| 27 września 2021 | Mazowiecki Teatr Muzyczny im. Jana Kiepury w Warszawie                   |
| 26 września 2022 | Mazowiecki Teatr Muzyczny im. Jana Kiepury w Warszawie                   |
| 25 września 2023 | Mazowiecki Teatr Muzyczny im. Jana Kiepury w Warszawie                   |
| 30 września 2024 | Mazowiecki Teatr Muzyczny im. Jana Kiepury w Warszawie                   |